# Osuchów-Kolonia (Żyrardów)
Osuchów-Kolonia (prononciation : [ɔˈsuxuf kɔˈlɔɲa]) est un village polonais de la gmina de Mszczonów dans le powiat de Żyrardów de la voïvodie de Mazovie dans le centre-est de la Pologne.
Il se situe à environ 10 kilomètres au sud-est de Mszczonów (siège de la gmina), 20 kilomètres au sud-est de Żyrardów (siège de la Powiat) et à 45 kilomètres au sud-ouest de Varsovie (capitale de la Pologne).
Le village compte approximativement une population de 20 habitants.

## Histoire
De 1975 à 1998, le village appartenait administrativement à la voïvodie de Skierniewice.